# Patricia Correa
Patricia Correa, est une éducatrice et femme politique péruvienne. Longtemps fonctionnaire reconnue spécialisée dans l'éducation, elle est ministre de l’Éducation depuis le 10 décembre 2022.

## Biographie

### Études
Patricia Correa est une éducatrice de profession, spécialisée dans la gestion des politiques publiques éducatives et en gestion décentralisée, et elle est également diplômée d'une maitrise en gestion publique de l'université pontificale catholique du Pérou. 

### Fonctionnaire chargée de l'Éducation
Au cours de sa carrière de fonctionnaire chargée de l'éducation, Patricia Correa a occupé plusieurs fonctions, notamment directrice du bureau régional de coordination du ministère de l’Éducation, et conseillère chargée de la décentralisation de l'éducation au Conseil national de l'Éducation de 2003 à 2011.
La fonctionnaire a également eu une renommée internationale, avec une expérience de consultante à l'Organisation des Nations unies pour l'éducation, la science et la culture (UNESCO). 

### Ministre de l'Éducation
Indépendante en politique, Patricia Correa s'exprime publiquement sur son compte Twitter lors de la tentative d'auto-coup d'État du président Pedro Castillo, déclarant sur la plateforme le jour même : « Coup d'État pas hier, pas aujourd'hui ni jamais ».
Le 10 décembre 2022, Patricia Correa est nommée ministre de l’Éducation dans le gouvernement technique et d'union nationale de la présidente Dina Boluarte.
Le 16 décembre, la ministre présente sa démission, en opposition au déclenchement de l'état d'urgence et s'indignant des nombreux morts lors des manifestations dans le pays, déclarant que « la mort de compatriotes ne peut avoir de justification. La violence d’État ne peut être disproportionnée ».
Avec six jours en tant que ministre - malgré le fait qu'elle conserve le portefeuille jusqu'à la nomination d'un successeur -, Patricia Correa est la ministre la plus courte de l'histoire du ministère de l’Éducation, à égalité avec Fernando d'Alessio, ministre du gouvernement du président Manuel Merino.
Le lendemain de sa démission, le 17 décembre, la présidente Dina Boluarte est restée floue quant aux modifications du gouvernement, évoquant uniquement un remaniement dans les « prochains jours ».